# 国王剧团
國王劇團（King's Men）其前身为英格兰兼爱尔兰女王伊丽莎白一世统治时期的宫内大臣剧团，是威廉·莎士比亚职业生涯中主要工作的剧团。1603年，新国王詹姆士一世授予剧团王家标志，成为赞助人，并改名为國王劇團。